# SIGMET
SIGMET ist eine Wetterwarnmeldung für den Flugverkehr. Das englische Akronym SIGMET steht für wesentliche meteorologische Erscheinungen oder wesentliche meteorologische Informationen (engl. significant meteorological phenomena bzw. significant meteorological information)
Die Warnung vor Fluggefahren wird von der Flugwetterüberwachungsstelle für ein bestimmtes Fluginformationsgebiet (englisch FIR) ausgegeben. Es wird vor dem unmittelbaren oder erwarteten Eintreffen bestimmter Wettererscheinungen, die die Sicherheit von Flugbewegungen beeinträchtigen können, gewarnt. Die SIGMET-Warnung kann der Pilot im Flug als Flugrundfunksendung über festgelegte Frequenzen empfangen bzw. bereits bei der Flugplanung berücksichtigen. SIGMET wird in englischer Sprache ausgegeben und für jeden Tag durchlaufend nummeriert, beginnend um 00:01 UTC. Die Gültigkeitsdauer beträgt in der Regel vier Stunden. In Deutschland werden die SIGMET-Meldungen vom DWD erstellt, an die Flugsicherung weitergeleitet und anschließend durch die Regionalkontrollstellen der Deutschen Flugsicherung in Bremen, Frankfurt und München ausgestrahlt. In Österreich werden SIGMET-Meldungen von der Flugwetterzentrale Wien/Schwechat erstellt und verbreitet.
Für folgende Gefahren werden SIGMETs erstellt:
- aktive Gewitterzone,
- starke Böenlinie,
- starker Hagel,
- starke Turbulenz,
- starke Vereisung (Raueis),
- starke Gebirgswellen,
- verbreiteter Sandsturm oder Staubsturm,
- tropischer Wirbelsturm,
- Vulkanausbruch oder vulkanische Aschenwolken.